# Tim Leissner
Tim Leissner (* 31. Oktober 1971 in Frankfurt am Main) ist ein Investmentbanker. Als geschäftsführender Direktor bei Goldman Sachs und Vorsitzender der Südostasienabteilung der Bank war Leissner an dem 1Malaysia Development Berhad-Skandal beteiligt, einem der größten Finanzskandale der Geschichte. Er wurde im Juni 2018 in Washington, D.C., verhaftet und zur Zahlung einer Geldstrafe in Höhe von 43 Millionen Dollar verurteilt.

## Leben

### Frühes Leben und Ausbildung
Tim Leissner wurde 1971 in Frankfurt am Main geboren. Er wuchs in Deutschland auf und zeigte bereits früh Interesse an Wirtschaft und Finanzen. Leissner studierte Betriebswirtschaftslehre und Finanzwirtschaft, bevor er seine Karriere in der Finanzwelt begann.

### Karrierebeginn und Aufstieg bei Goldman Sachs
Leissner trat in den späten 1990er Jahren in die Investmentbank Goldman Sachs ein, wo er schnell Aufstiegschancen nutzte und eine Reihe von verschiedenen Rollen übernahm. 2002 zog er nach Asien, um die Region als leitender Banker für Goldman Sachs zu betreuen. Im Jahr 2008 wurde er zum Vorsitzenden der Südostasien-Abteilung des Unternehmens ernannt und war damit verantwortlich für die strategische Ausrichtung und die Leitung von Goldman Sachs in einigen der wichtigsten Märkte Asiens.
Unter seiner Führung erlebte Goldman Sachs ein starkes Wachstum in Südostasien, insbesondere durch Beteiligungen an großen Unternehmensübernahmen, Finanzierungen und Investmentprojekten. Leissner war maßgeblich an Transaktionen beteiligt, die den asiatischen Markt für internationale Investoren zunehmend attraktiver machten. Seine Expertise und Beziehungen in der Region verschafften ihm einen Ruf als einer der führenden Investmentbanker Asiens.

### Die 1MDB-Affäre und Leissners Rücktritt
Im Jahr 2015 geriet Leissner in den Fokus der Öffentlichkeit, als er als eine der Schlüsselfiguren im weltweiten Skandal um den malaysischen Staatsfonds 1MDB (1Malaysia Development Berhad) identifiziert wurde. Goldman Sachs war maßgeblich in die Finanztransaktionen des Staatsfonds involviert. Er soll geholfen haben, mehrere Milliarden US-Dollar in illegale Zahlungen und Bestechungen umzuleiten.
Die US-amerikanischen Behörden und internationale Ermittler warfen Leissner vor, zusammen mit anderen Goldman Sachs-Managern in Machenschaften verwickelt  zu sein, die den malaysischen Staatsfonds circa 4,5 Milliarden US-Dollar kosteten. Der Skandal führte zu strafrechtlichen Ermittlungen und der Anklage gegen Leissner und andere Führungskräfte der Bank. Im Jahr 2016 trat Leissner von seiner Position bei Goldman Sachs zurück, als die Bank sich mit den Vorwürfen konfrontiert sah. Im Jahr 2018 bekannte sich Tim Leissner schuldig, an der Verschwörung zur Geldwäsche und der Bestechung von Beamten teilgenommen zu haben. Im Rahmen eines Vergleichs mit den US-Behörden kooperierte er mit den Ermittlungsbehörden. Er gab wertvolle Informationen über die Aktivitäten von Goldman Sachs im Zusammenhang mit dem 1MDB-Skandal preis. Leissner wurde schließlich zu einer Gefängnisstrafe verurteilt, die jedoch durch die Kooperation mit den Ermittlern milder ausfiel.

### Privat
Leissner war mit der ehemaligen „Victoria's Secret“-Model und Schauspielerin Kimora Lee Simmons  verheiratet, die ebenfalls in den Skandal um den 1MDB-Fonds verwickelt war. Das Paar ließ sich später scheiden, und Leissner lebte weiterhin mit seiner Familie in Asien. 